# Pfarrkirche Steuerberg

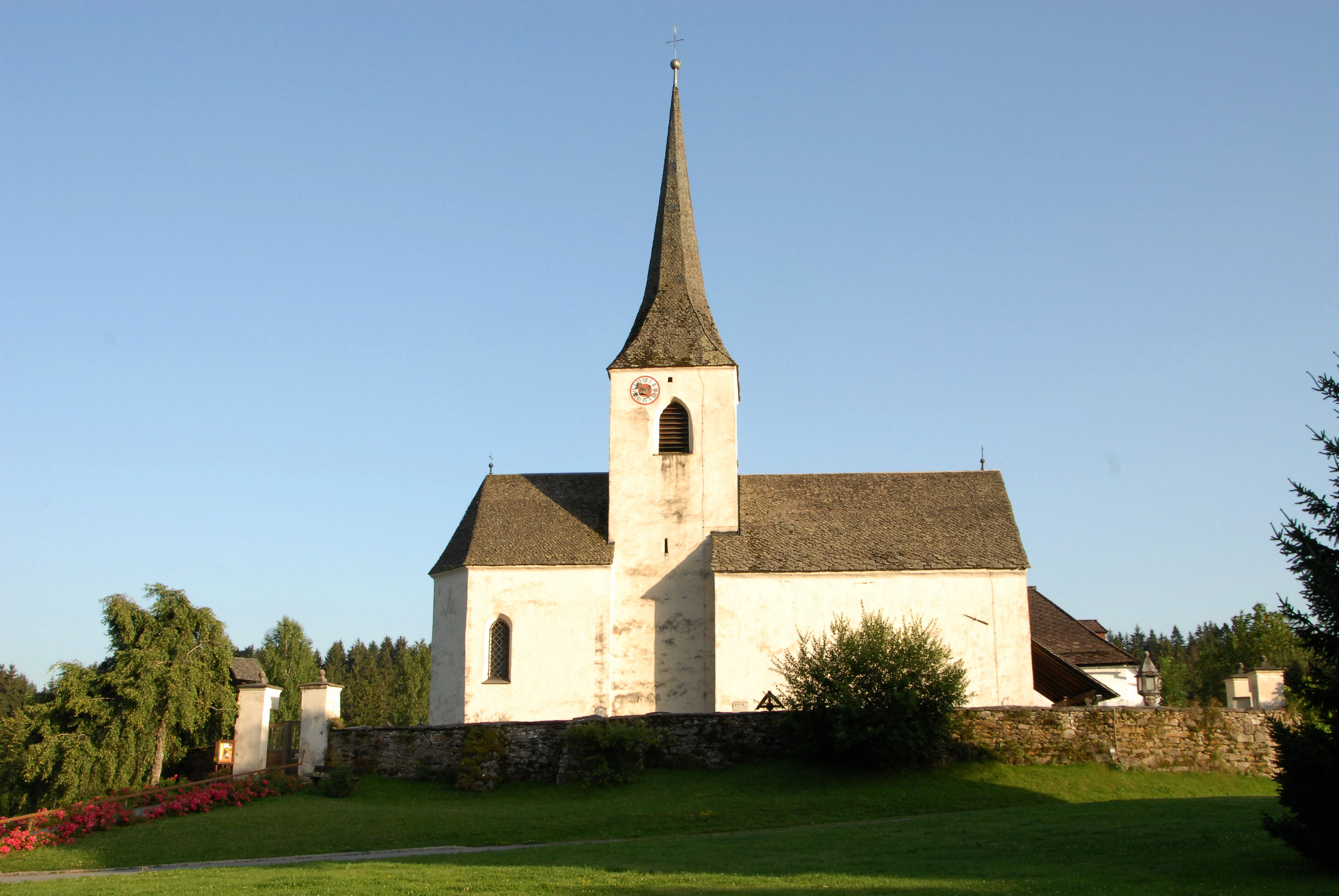
Pfarrkirche Steuerberg

Die Pfarrkirche Steuerberg ist den Heiligen Petrus und Paulus geweiht. Eine Kirche in Steuerberg wurde erstmals 1131 als Filiale von Zammelsberg erwähnt. Erst im 18. Jahrhundert wurde Steuerberg eine eigenständige Pfarre.

## Baubeschreibung
Das Gotteshaus war ursprünglich eine um 1300 errichtete romanische Chorturmkirche. Im letzten Viertel des 15. Jahrhunderts gestaltete man den Bau zur Wandpfeilerkirche um und baute an den Turm einen breiteren Chor an. Unter dem Chor befindet sich die ehemalige Beinkammer, die von einer achteckigen Mittelsäule gestützt wird.
Der Turm mit großen spitzbogigen Schallöffnungen wird von einem schlanken Pyramidenspitz bekrönt. Alle Dächer der Kirche sind mit Steinplatten gedeckt.
Das Langhaus ist breiter als der Chor, das Vordach wird von polygonalen gotischen Steinpfeilern getragen. Das mit 1490 bezeichnete Westportal mit reliefierten Eselsrückenabschluss und Schulterbogen wird von Rundstäben profiliert. Daneben befindet sich ein gotisches Weihwasserbecken. 
Die Wandmalereien an der Westfassade mit den Darstellungen des Marientodes, der Kreuzigung sowie der Opfer von Kain und Abel stammen aus dem ersten Drittel des 16. Jahrhunderts. An der Nordseite des Langhauses ist eine römerzeitliche Grabinschrift für die Einheimischen Catron und Sincoria eingemauert.
Über dem Langhaus erhebt sich ein Netzrippengewölbe. Das romanische Turmquadrat ist kreuzgratgewölbt und öffnet sich zum Langhaus hin mit einem romanischen Rundbogen mit Kämpfern. Der ehemals romanische östliche Bogen wurde in der Gotik zu einem Spitzbogen verändert. Im dreijochigen Chor mit Dreiachtelschluss ruht ein Netzrippengewölbe mit einem Rosettenschlussstein auf Konsolen. An zwei Konsolen sind Tartschen angebracht.
Vom Turmquadrat führt eine mit Eisenstäben beschlagene Tür in die kreuzgratgewölbte gotische Sakristei. Die gotischen Fenster in Chor und Langhaus wurden zum Teil verändert, ein romanisches Fenster im Chorquadrat wurde zugemauert.
Die Wandmalereireste im Turmquadrat mit den Darstellungen des Throns Salomons, des Traums Nebukadnezars, der Verkündigung sowie einer törichten und einer klugen Jungfrau stammen vom Anfang des 14. Jahrhunderts. Die ganzfigurigen Darstellungen der Heiligen Georg und Eustachius sowie die halbfigurigen Heiligen in den Dreipässen im Langhausgewölbe entstanden Ende des 15. Jahrhunderts.

## Einrichtung
Der Hochaltar aus dem dritten Viertel des 18. Jahrhunderts füllt den Chor in ganzer Breite und Höhe aus. Der Rokokoaltar mit geschwungener Säulenarchitektur trägt in der Mitte die Kirchenpatrone, seitlich die Heiligen Oswald (?) und Florian sowie über den Opfergangsportalen die Bauernheiligen Notburga und Isidor. Am Altaraufsatz ist die Krönung Mariens und am Tabernakel das letzte Abendmahl zu sehen.
Der linke Seitenaltar vom Anfang des 18. Jahrhunderts birgt eine um 1500 entstandene spätgotische Madonna mit erneuerten Krone und Zepter.
Der rechte Seitenaltar aus der zweiten Hälfte des 18. Jahrhunderts zeigt den heiligen Stephanus und seitlich die Figuren des Evangelisten Johannes und des heiligen Josef.
Am Triumphbogen hängt ein Kruzifix des 18. Jahrhunderts. Der polygonale spätgotische Taufstein neben dem Emporenaufgang wurde mit einem modernen Deckel versehen.
Die um 1520 entstandene Kreuzigungsgruppe mit expressiven Figuren ist vermutlich ein steirisches Werk mit niederbayrischem Einfluss und stammt ursprünglich aus der Kirche Benesirnitz. Dagegen wird das um 1520 gefertigte Steuerberger Fastentuch im Diözesanmuseum Klagenfurt aufbewahrt.
Zur weiteren Ausstattung der Kirche zählen ein Gemälde der Heiligen Familie vom Ende des 18. Jahrhunderts im originalen Rahmen und das Renaissance-Epitaph des Pflegers zu Steuerberg Cyrill Tupitz († 1571).